# Kaarnijärvi (sjö i Egentliga Finland)
Kaarnijärvi är en sjö i Finland. Den ligger i Letala stad i landskapet Egentliga Finland, i den sydvästra delen av landet, 200 km väster om huvudstaden Helsingfors. Kaarnijärvi ligger 15,1 meter över havet. Arean är 55,2 hektar och strandlinjen är 5,76 kilometer lång. Sjön  ingår i Sirppujokis huvudavrinningsområde.   I omgivningarna runt Kaarnijärvi växer i huvudsak barrskog.